# اصفهان (مقام موسیقی)

محل صداهای مقام اصفهان بر روی پرده‌های سازهایی مثل تار، سه‌تار و عود که با فاصلهٔ چهارم درست کوک شده‌اند.

اصفهان، سپاهان یا صفاهان، یکی از ۱۲ مقام اصلی موسیقی قدیم ایران بوده‌است. دربارهٔ این مقام در کتاب کنزالتحف گفته شده‌است که بهتر است این مقام را در مجلسی که معشوق حضور دارد نواخت. ابن سینا بهترین زمان برای نواختنِ این مقام را هنگام غروب خورشید می‌داند، محمد نیشابوری نیز می‌گوید که این مقام را شب‌هنگام می‌نوازند. نویسندهٔ کنزالتحف از قول صفی‌الدین ارموی این مقام را مقام جوانمردی (شدّ الجود) می‌نامد. اولین اشاره به مقام اصفهان را ابن سینا در کتاب شفا انجام داده‌است.

درجه‌های مقام اصفهان بر اساس رسالهٔ شرفیهٔ صفی‌الدین ارموی.

هم‌اکنون در موسیقی دستگاهی ایران، در دستگاه همایون، شعبه‌ای وجود دارد با نام آواز بیات اصفهان. این در حالی است که در کتاب مقاصدالالحان، نوشتهٔ عبدالقادر مراغه‌ای، همایون جزو شعبات یا گوشه‌های بیست و چهارگانهٔ موسیقی ایران ذکر شده‌است. فخرالدینی می‌گوید از این نمونه تحریف‌ها در موسیقی دستگاهی ایران فراوان است. البته قرار دادن مقام اصفهان بعنوان یکی از شعبات مقام‌های اصلی، در قدیم هم سابقه دارد، به‌طور مثال علاء منجم در کتاب اشجار و اثمار مقام اصفهان را شعبه‌ای از مقام عراق می‌داند، و می‌گوید که مقام اصفهان از این مقام زاییده شده‌است. همچنین در رسالهٔ کنزالتحف گفته شده زمانی که در مقام عراق، مقام اصفهان را می‌نوازند، به آن مخالف می‌گویند.

## در شعر فارسی
ای چنگ پرده‌های سپاهانم آرزوست
وی نای ناله خوش سوزانم آرزوست
(مولوی)
ای آشنای شاهان در پرده سپاهان
بنواز جان ما را از راه آشنایی
(مولوی)
به یاد مجلس خسرو چو برکشد مطرب
گهی عراق زند گاهی اصفهان گیرد
(حافظ)
راستی را در سپاهان خوش بود آواز رود
در کنار باغ‌کاران یا کنار زنده‌رود
(خواجوی کرمانی)